# Choteau
Choteau ist eine Stadt im US-Bundesstaat Montana, Vereinigte Staaten und Verwaltungssitz des Teton Countys. Die Stadt ist nach Pierre Chouteau, Jr., einem Pelzhändler und Entdecker benannt.

## Geografie

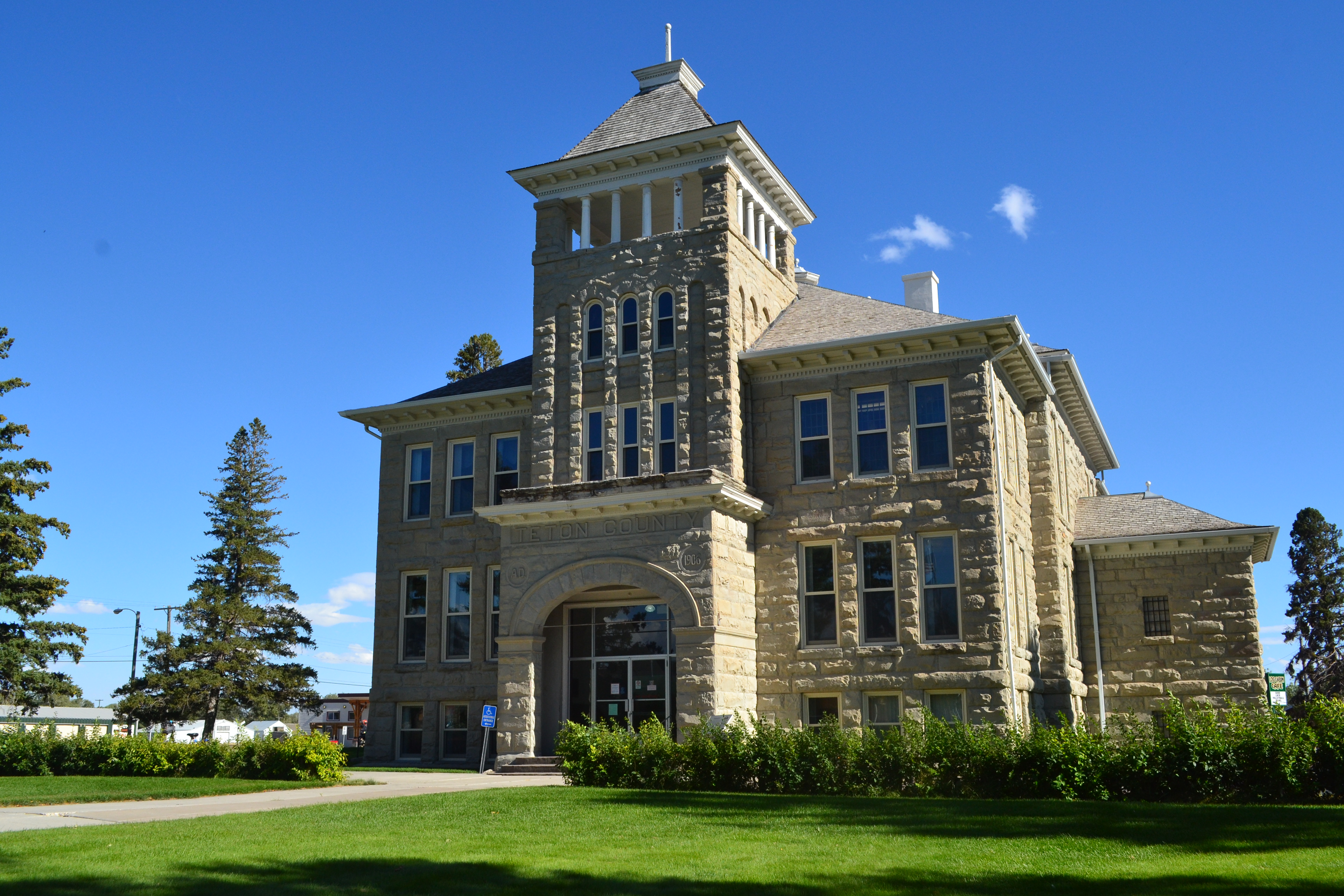
Teton County Courthouse in Choteau

Choteau liegt im Nordwesten Montanas, ungefähr 32 km östlich der Rocky Mountains nahe dem Flathead National Forest. Unweit der Stadt befindet sich der Teton River. Das Stadtgebiet hat eine Fläche von 4,74 km².
Choteau wird vom U.S. Highway 89 durchquert, der von Flagstaff in Arizona bis zu kanadischen Grenze führt. Zudem endet in Choteau der aus Port Arthur (Texas) kommende U.S. Highway 287.
Im Jahr 2010 betrug die Einwohnerzahl 1684.

## Geschichte
Die Stadt wurde 1913 gegründet. Landwirtschaft hat in der Geschichte Choteaus einen wichtigen Stellenwert.
Choteau war 1999 in den Medien, als der Moderator David Letterman eine 11 km² große Ranch in der Nähe des Ortes erwarb.

## Dinosaurier
Choteau ist nahe einem der bedeutendsten Plätze für Paläontologen, dem Egg Mountain. Das Old Trail Museum in Choteau ist das Zuhause eines Maiasaurafossils. Dort wird auch der Egg Mountain mit einem Kommentar zu seiner paläontologischen Bedeutung vorgestellt.